# غوفراوية جيبية
غوفراوية جيبية (الاسم العلمي: Thomomyini) هي قبيلة من الحيوانات تتبع فصيلة الغوفرية من رتبة القوارض.

## أجناس
- غوفر جيبي